# Премія імені Леся Танюка
Премія імені Леся Танюка «За збереження історичної пам'яті» — премія заснована правозахисною організацією «Меморіал» імені Василя Стуса, Національним Центром Театрального Мистецтва імені Леся Курбаса і видавництвом Дух і літера, що щорічно вручається починаючи з 2018.
Носить ім'я українського режисера театру і кіно голови Всеукраїнського товариства «Меморіал» імені Василя Стуса Леся Танюка.
До складу журі премії входять зокрема Неллі Корнієнко, Андрій Куликов, Сергій Маслобойщиков та Сергій Буковський, Олена Стяжкіна, Леонід Фінберг, Володимир Крижанівський.

## Мета премії
Згідно з словами співзасновниці премії, директорки центру Курбаса Неллі Корнієнко:
Премія надається людям, котрі зробили значний внесок у збереження та популяризацію української, сказати б, шляхетної історії, говорити про яку тривалий час було заборонено спершу Російською імперією, а потому СРСР.

## Лауреати премії
2018: Наталя Яковенко
2019: Ірина Малакова, Олексій Сінченко, Володимир В'ятрович, Вахтанг Кіпіані.
2020: Тамара Вронська, Ростислав Омеляшко, Володимир Захар'єв, Ігор Скальський
2021:
2022: Наталя Старченко, Михайло Красиков, Наталя Позняк-Хоменко
2023: Тетяна Терен, Лариса Брюховецька, Володимир Сергійчук, Олександр Зінченко.
2024: Тетяна Шептицька, Іван Монолатій, Ігор Пошивайло, Олексій Сокирко.